# Patty Stratton
Patty Stratton (Berkeley, Califòrnia, 1930-La Vila Joiosa, Marina Baixa 2019) va ser una fotògrafa nord-americana instal·lada a la Marina Baixa. Nascuda a una família d'arrels a Nova York i a Califòrnia (neta del psicòleg George Malcolm Stratton i besneta del lingüista William Dwight Whitney), va viatjar per primera vegada a Europa el 1951, abans de graduar-se en Literatura Anglesa al 1953 en l'UCA de Berkeley. El 1955 torna a Europa i passa per Benidorm per primera vegada com explica al seu llibre "Viatje al Benidorm de 1957", després treballa a Ràdio Free Europe a Múnic. El 1956 s'estableix a Madrid i treballa per a la Air Force. El 1958 es casa amb l'escriptor Carles Llorca Timoner a Benidorm, té dos fills i treballa al Col·legi Lope de Vega on ensenya anglés, dirigeix un càmping i s'implica en l'activitat política i cultural de la comarca durant la transició. El 1984 torna als Estats Units i fa Màster en Fotografia a la NYU. Fa exposicions a Benidorm (aula de cultura CAM, Biblioteca Municipal), La Vila Joiosa (galeria "La Casa"), Villena (aule de cultura CAM), València (Llibreria Railowsky), Barcelona (Galeria Aixellà), Washington D.C. (per a la North American Catalan Society) i Nova York (Gregg Galleries), on mostra els seus treballs en Cibachrome sobre Chile, Argentina, Estats Units, Catalunya i País Valencià.
La seua exposició de 1988 "Benidorm fa 30 anys" a l'aula de cultura de la CAM té un gran ressò al poble de Benidorm i les fotografies són adquirides per l'Ajuntament com a part del seu patrimoni i s'edita un catàleg commemoratiu. Aquesta exposició es torna a fer en 2016 al museu l'Hort de Colón.
El 1992 torna a la Marina Baixa on mor en 2019.

## Obra
- "Viaje en color al Benidorm de 1957" 2016. Textos en castellà, anglés i valencià. Editorial : Vicente Jorge Sanjuán Sanjuán. ISBN 978-84-608-2595-1 EAN: 9788460825951